# زکریا پینتو
زکریا پینتو (انگلیسی: Zakaria Pintoo؛ زادهٔ ۱ ژانویهٔ ۱۹۴۳ – درگذشتهٔ ۱۸ نوامبر ۲۰۲۴) بازیکن فوتبال اهل بنگلادش بود.
وی در تیم‌های ملی فوتبال پاکستان و بنگلادش، سابقه بازی کردن دارد.
پنیتو در ۱۸ نوامبر ۲۰۲۴، در سن ۸۱ سالگی درگذشت.